# Ixodes oldi
Ixodes oldi är en fästingart som beskrevs av Thomas Nuttall 1913. Ixodes oldi ingår i släktet Ixodes och familjen hårda fästingar. Inga underarter finns listade i Catalogue of Life.